# Brembilla
Brembilla este o comună din provincia Bergamo, Italia. În 2011 avea o populație de 4.151 de locuitori.

## Demografie
|  | Graficele sunt indisponibile din cauza unor probleme tehnice. Mai multe informații se găsesc la Phabricator și la wiki-ul MediaWiki. |

Date: Wikidata - grafică realizată de Wikipedia